# Megalocnidae
De Megalocnidae zijn een familie van uitgestorven grondluiaards die van het Oligoceen tot in het Holoceen op de Grote Antillen leefden.

## Fossiele vondsten
Vermoed wordt dat luiaards de Grote Antillen rond de overgang van het Eoceen naar het Oligoceen bereikten vanuit Zuid-Amerika, toen er rond 33 miljoen jaar geleden sprake was van een tijdelijke daling van de zeespiegel. De migratie verliep mogelijk via GAARlandia, waarbij de Aves Ridge als een tijdelijke landbrug noordelijk Zuid-Amerika met de Grote Antillen verbond. 
Het oudste fossiel van een luiaard op de Grote Antillen is gevonden op Puerto Rico en dateert uit het Vroeg-Oligoceen. Imagocnus leefde tijdens het Mioceen op Cuba. Tijdens het Pleistoceen leefden meerdere soorten op Cuba, Hispaniola en Puerto Rico.
De jongste fossielen Antilliaanse luiaards hebben een ouderdom van circa 4700 jaar. Dit betekent ze samenleefden met de eerste inwoners van de Grote Antillen. Vermoed wordt dat bejaging een rol speelde in het uitsterven van de Antilliaanse grondluiaards.

## Kenmerken
De Antilliaanse luiaards varieerden in grootte. De kleinste soorten hadden het formaat van een tweevingerige luiaard, terwijl de grootste soort het formaat van een Amerikaanse zwarte beer had. De kleinere soorten leefden grotendeels in de bomen. De grote soorten leefden hoofdzakelijk op de grond. Het waren folivoren.

## Classificatie
De luiaards uit de Megalocnidae werden voorheen tot de Megalonychidae gerekend. Latere onderzoeken lieten zien dat de Antilliaanse luiaards een basale tak vormen binnen de luiaards. De familie omvat vijf geslachten:
- Acratocnus
- Imagocnus
- Neocnus
- Megalocnus
- Parocnus